# Hillsdale (Michigan)
Hillsdale település az Amerikai Egyesült Államok Michigan államában, Hillsdale megyében, melynek megyeszékhelye is. Lakosainak száma 8036 fő (2020. április 1.).

## Népesség
A település népességének változása:

| 2010 | 8 305 |
| 2020 | 8 036 |